# Schlacht von Lüleburgaz
Die Schlacht von Lüleburgaz fand zwischen dem 29. Oktober und dem 2. November 1912 im Ersten Balkankrieg statt.

## Ausgangslage
Nach der Schlacht von Kirk Kilisse versäumte es die bulgarische Armee, die geschlagenen osmanischen Truppen zu verfolgen und rastete zwei bis drei Tage. Dies erlaubte es den Osmanen, Verstärkungen aus Konstantinopel heranzuführen und eine Reihe flacher Schützengräben auf einer Hügelkette zwischen Lüleburgaz und Pınarhisar auszuheben. In unregelmäßigen Abständen wurde Artillerie in Stellung gebracht.
Am 27. Oktober setzten die Bulgaren ihren Vormarsch fort. Die 3. Armee unter General Radko Dimitriew wurde dabei von der 1. Armee getrennt. Die Bulgaren führten 110.000 Mann ins Feld, die Osmanen verfügten über 130.000 Mann.
Der bulgarische Plan sah vor, dass die 3. Armee die osmanischen Stellungen frontal angreifen sollte, während die 1. Armee dem Feind in seine linke Flanke fiel. Die Osmanen hatten derweil ihre Thrakische Armee geteilt. Die 1. Armee unter Abdullah Pascha befand sich bei Lüleburgaz, die 2. Armee unter Hamdi Pascha um Pınarhisar.

## Verlauf
Am 29. Oktober begann die 3. Armee entlang der ganzen Front einen Frontalangriff auf die osmanischen Stellungen. Die 1. Armee erreichte auf Grund schlechter Straßen und regnerischem Wetters den Süden des Schlachtfeldes erst am 30. Oktober. Am gleichen Tag gelang es den Osmanen, den Frontalangriff abzuwehren. Gleichzeitig aber versiegte der osmanische Nachschub an Artilleriemunition. General Dimitriew gruppierte seine Truppen neu und nahm den Angriff erneut auf. Er versuchte, um die rechte Flanke der Osmanen zu marschieren und so deren Rückzugsmöglichkeit nach Konstantinopel abzuschneiden. Bei ihren Nachtangriffen brachten die Bulgaren auch Suchscheinwerfer zum Einsatz.
Am 31. Oktober war es den Bulgaren gelungen, den Ergene zu überqueren und die linke Flanke der Osmanen zu umfassen, die unter dieser Bedrohung langsam nachgab. Gleichzeitig trennte das Vorrücken der Bulgaren die linke Flanke der Osmanen von ihrer rechten. Am 2. November brach die Osmanische Armee unter diesem Druck zusammen und zog sich in Unordnung zurück.

## Bewertung, Verluste, Folgen
Die Gründe für den bulgarischen Sieg waren hohe Kampfmoral, überlegene Artillerie und der Einsatz von Bajonett- und Nachtangriffen. Die osmanischen Angriffe aus ihren Verteidigungsstellungen heraus trugen zur Niederlage bei. Die in Adrianopel liegende osmanische Garnison unternahm keinen Versuch, die rechte Flanke der 1. Armee anzugreifen und diese so zu zwingen, ihre Truppen umzugruppieren, um dieser Bedrohung zu begegnen.
Beide Seiten erlitten schwere Verluste. Die Osmanen verloren 22.000 Mann, darunter 2.000 Gefangene und 45 Geschütze. Die Bulgaren verloren 20.162 Mann, darunter 2.534 Tote.
Die Osmanen hatten nun bis auf die Festung Adrianopel ganz Thrakien verloren. Der Weg nach Konstantinopel war offen und die Nachschublogistik der Osmanen zusammengebrochen. Cholera und Dysenterie brach unter ihnen aus und führte zu vielen Todesopfern. Die Bulgaren ließen ihre Truppen fünf Tage rasten und sahen von einer Verfolgung der desorganisierten und geschwächten Osmanen ab. Dies erlaubte es diesen, Verstärkungen aus Anatolien heranzubringen und ihre Stellungen bei Çatalca, 25 Kilometer westlich der Hauptstadt, zu verstärken. Als die Bulgaren diese erreichten, litten auch sie unter der Cholera und wurden von den osmanischen Verteidigern geschlagen.
Die Schlacht von Lüleburgaz war die größte Schlacht in Europa zwischen dem Deutsch-Französischen Krieg (1870–1871) und dem Ersten Weltkrieg.